# Veľké Žabie pleso mengusovské
Veľké Žabie pleso mengusovské (deutsch Mengsdorfer Großer Froschsee, ungarisch Menguszfalvi-Nagy-Békás-tó, polnisch Wielki Żabi Staw Mięguszowiecki) ist ein Bergsee auf der slowakischen Seite der Hohen Tatra.
Er befindet sich im oberen Teil des Hochtals Žabia dolina mengusovská (deutsch Froschseetal) im Talsystem der Mengusovská dolina (deutsch Mengsdorfer Tal) und seine Höhe beträgt 1921 m n.m. Seine Fläche liegt bei 26.480 m², er misst 287 × 170 m und seine maximale Tiefe beträgt 7 m. Der See hat keinen oberirdischen Abfluss, beim höheren Wasserstand überläuft das Wasser in den Nachbarsee Malé Žabie pleso mengusovské. Die zwei Seen bildeten in der Vergangenheit eine gemeinsame Seefläche, nach der Senkung des Wasserpegels sind sie durch einen kleinen Wall getrennt. Der See gehört zum Einzugsgebiet des Poprad über die Nebenflüsse Žabí potok und Hincov potok.
Der Name ist von der Gestalt des aus dem Wasser hervorstechenden Felsens, der beim Blick aus dem Osten einem übergroßen sitzenden Frosch ähnelt, und von der Größe des Sees in der Seegruppe Žabie plesá abgeleitet worden. Da es in der Tatra mehrere Seen mit dem Teilnamen Žabie pleso gibt, wird die Lage durch das Adjektiv mengusovské (Mengsdorfer, nach dem Talort Mengusovce) präzisiert.
Unweit des Seeufers verläuft ein rot markierter Wanderweg von der Gabelung Nad Žabím potokom zur Hütte Chata pod Rysmi und zum polnisch-slowakischen Grenzberg Rysy.